# Hopman Cup 2006
La Hopman Cup 2006 è stata la 18ª edizione della Hopman Cup,torneo di tennis riservato a squadre miste. 
Vi hanno partecipato 8 squadre di tutti i continenti e si è disputata al Burswood Entertainment Complex di Perth in Australia,
dal 30 dicembre 2007 al 6 gennaio 2006. La vittoria è andata alla coppia statunitense formata da Lisa Raymond e Taylor Dent,
che hanno battuto la coppia dei Paesi Bassi formata da Michaëlla Krajicek e Peter Wessels.

## Squadre

### Teste di serie
1. Stati Uniti – Lisa Raymond e Taylor Dent (campioni)
2. Argentina – Gisela Dulko e Gastón Gaudio
3. Australia – Samantha Stosur e either Wayne Arthurs or Todd Reid
4. Russia – Svetlana Kuznecova e Jurij Ščukin

### Non teste di serie
- Cina – Peng Shuai e Sun Peng
- Germania – Anna-Lena Grönefeld e Nicolas Kiefer
- Paesi Bassi – Michaëlla Krajicek e Peter Wessels (finalisti)
- Serbia e Montenegro – Ana Ivanović e Novak Đoković
- Svezia – Sofia Arvidsson e Thomas Johansson

## Play-off

### Paesi Bassi vs. Cina
| Paesi Bassi 2 | Burswood Entertainment Complex, Perth Cemento indoor | Burswood Entertainment Complex, Perth Cemento indoor     | Cina 1 |     |     |  |
| \| \| \| \| 1 \| 2 \| 3 \| \| \| - \| \| -------------------------------------------------------- \| --- \| --- \| --- \| \| \| 1 \| \| Michaëlla Krajicek Peng Shuai \| 3 6 \| 6 4 \| 3 6 \| \| \| 2 \| \| Peter Wessels Sun Peng \| 6 2 \| 6 2 \| \| \| \| 3 \| \| Michaëlla Krajicek / Peter Wessels Peng Shuai / Sun Peng \| 6 4 \| 6 4 \| \| \| |                                                      |                                                          |        |     |     |  |
| |                                                      |                                                          | 1      | 2   | 3   |  |
| 1 | Paesi Bassi (bandiera) · Cina (bandiera)             | Michaëlla Krajicek Peng Shuai                            | 3 6    | 6 4 | 3 6 |  |
| 2 | Paesi Bassi (bandiera) · Cina (bandiera)             | Peter Wessels Sun Peng                                   | 6 2    | 6 2 |     |  |
| 3 | Paesi Bassi (bandiera) · Cina (bandiera)             | Michaëlla Krajicek / Peter Wessels Peng Shuai / Sun Peng | 6 4    | 6 4 |     |  |

## Gruppo A

### Classifica
| Posizione | Nazione             | V | S | Incontri | Set    |
| --------- | ------------------- | - | - | -------- | ------ |
| 1.        | Stati Uniti         | 2 | 1 | 5 – 4    | 12 – 8 |
| 2.        | Serbia e Montenegro | 2 | 1 | 5 – 4    | 10 – 8 |
| 3.        | Svezia              | 1 | 2 | 4 – 5    | 8 – 12 |
| 4.        | Russia              | 1 | 2 | 4 – 5    | 8 – 10 |

### Stati Uniti vs. Serbia e Montenegro
| Stati Uniti 2 | Burswood Entertainment Complex, Perth Cemento indoor    | Burswood Entertainment Complex, Perth Cemento indoor    | Serbia e Montenegro 1 |     |   |  |
| \| \| \| \| 1 \| 2 \| 3 \| \| \| - \| \| ------------------------------------------------------- \| --- \| --- \| - \| \| \| 1 \| \| Lisa Raymond Ana Ivanović \| 2 6 \| 4 6 \| \| \| \| 2 \| \| Taylor Dent Novak Đoković \| 6 1 \| 6 4 \| \| \| \| 3 \| \| Lisa Raymond / Taylor Dent Ana Ivanović / Novak Đoković \| 7 6 \| 6 2 \| \| \| |                                                         |                                                         |                       |     |   |  |
| |                                                         |                                                         | 1                     | 2   | 3 |  |
| 1 | Stati Uniti (bandiera) · Serbia e Montenegro (bandiera) | Lisa Raymond Ana Ivanović                               | 2 6                   | 4 6 |   |  |
| 2 | Stati Uniti (bandiera) · Serbia e Montenegro (bandiera) | Taylor Dent Novak Đoković                               | 6 1                   | 6 4 |   |  |
| 3 | Stati Uniti (bandiera) · Serbia e Montenegro (bandiera) | Lisa Raymond / Taylor Dent Ana Ivanović / Novak Đoković | 7 6                   | 6 2 |   |  |

### Serbia e Montenegro vs. Svezia
| Serbia e Montenegro 2 | Burswood Entertainment Complex, Perth Cemento indoor | Burswood Entertainment Complex, Perth Cemento indoor            | Svezia 1 |      |   |  |
| \| \| \| \| 1 \| 2 \| 3 \| \| \| - \| \| --------------------------------------------------------------- \| ---- \| ---- \| - \| \| \| 1 \| \| Ana Ivanović Sofia Arvidsson \| 6 3 \| 6 1 \| \| \| \| 2 \| \| Novak Đoković Thomas Johansson \| 65 7 \| 64 7 \| \| \| \| 3 \| \| Ana Ivanović / Novak Đoković Sofia Arvidsson / Thomas Johansson \| 6 2 \| 6 4 \| \| \| |                                                      |                                                                 |          |      |   |  |
| |                                                      |                                                                 | 1        | 2    | 3 |  |
| 1 | Serbia e Montenegro (bandiera) · Svezia (bandiera)   | Ana Ivanović Sofia Arvidsson                                    | 6 3      | 6 1  |   |  |
| 2 | Serbia e Montenegro (bandiera) · Svezia (bandiera)   | Novak Đoković Thomas Johansson                                  | 65 7     | 64 7 |   |  |
| 3 | Serbia e Montenegro (bandiera) · Svezia (bandiera)   | Ana Ivanović / Novak Đoković Sofia Arvidsson / Thomas Johansson | 6 2      | 6 4  |   |  |

### Stati Uniti vs. Russia
| Stati Uniti 2 | Burswood Entertainment Complex, Perth Cemento indoor | Burswood Entertainment Complex, Perth Cemento indoor         | Russia 1 |     |   |  |
| \| \| \| \| 1 \| 2 \| 3 \| \| \| - \| \| ------------------------------------------------------------ \| --- \| --- \| - \| \| \| 1 \| \| Lisa Raymond Svetlana Kuznecova \| 4 6 \| 1 6 \| \| \| \| 2 \| \| Taylor Dent Jurij Ščukin \| 6 2 \| 6 0 \| \| \| \| 3 \| \| Lisa Raymond / Taylor Dent Svetlana Kuznecova / Jurij Ščukin \| 6 4 \| 6 1 \| \| \| |                                                      |                                                              |          |     |   |  |
| |                                                      |                                                              | 1        | 2   | 3 |  |
| 1 | Stati Uniti (bandiera) · Russia (bandiera)           | Lisa Raymond Svetlana Kuznecova                              | 4 6      | 1 6 |   |  |
| 2 | Stati Uniti (bandiera) · Russia (bandiera)           | Taylor Dent Jurij Ščukin                                     | 6 2      | 6 0 |   |  |
| 3 | Stati Uniti (bandiera) · Russia (bandiera)           | Lisa Raymond / Taylor Dent Svetlana Kuznecova / Jurij Ščukin | 6 4      | 6 1 |   |  |

### Russia vs. Svezia
| Russia 2 | Burswood Entertainment Complex, Perth Cemento indoor | Burswood Entertainment Complex, Perth Cemento indoor                 | Svezia 1 |      |   |  |
| \| \| \| \| 1 \| 2 \| 3 \| \| \| - \| \| -------------------------------------------------------------------- \| ---- \| ---- \| - \| \| \| 1 \| \| Svetlana Kuznecova Sofia Arvidsson \| 7 64 \| 6 4 \| \| \| \| 2 \| \| Jurij Ščukin Thomas Johansson \| 68 7 \| 65 7 \| \| \| \| 3 \| \| Svetlana Kuznecova / Jurij Ščukin Sofia Arvidsson / Thomas Johansson \| 7 5 \| 6 3 \| \| \| |                                                      |                                                                      |          |      |   |  |
| |                                                      |                                                                      | 1        | 2    | 3 |  |
| 1 | Russia (bandiera) · Svezia (bandiera)                | Svetlana Kuznecova Sofia Arvidsson                                   | 7 64     | 6 4  |   |  |
| 2 | Russia (bandiera) · Svezia (bandiera)                | Jurij Ščukin Thomas Johansson                                        | 68 7     | 65 7 |   |  |
| 3 | Russia (bandiera) · Svezia (bandiera)                | Svetlana Kuznecova / Jurij Ščukin Sofia Arvidsson / Thomas Johansson | 7 5      | 6 3  |   |  |

### Serbia e Montenegro vs. Russia
| Serbia e Montenegro 2 | Burswood Entertainment Complex, Perth Cemento indoor | Burswood Entertainment Complex, Perth Cemento indoor           | Russia 1 |      |   |  |
| \| \| \| \| 1 \| 2 \| 3 \| \| \| - \| \| -------------------------------------------------------------- \| --- \| ---- \| - \| \| \| 1 \| \| Ana Ivanović Svetlana Kuznecova \| 1 6 \| 4 6 \| \| \| \| 2 \| \| Novak Đoković Jurij Ščukin \| 6 0 \| 6 2 \| \| \| \| 3 \| \| Ana Ivanović / Novak Đoković Svetlana Kuznecova / Jurij Ščukin \| 6 2 \| 7 65 \| \| \| |                                                      |                                                                |          |      |   |  |
| |                                                      |                                                                | 1        | 2    | 3 |  |
| 1 | Serbia e Montenegro (bandiera) · Russia (bandiera)   | Ana Ivanović Svetlana Kuznecova                                | 1 6      | 4 6  |   |  |
| 2 | Serbia e Montenegro (bandiera) · Russia (bandiera)   | Novak Đoković Jurij Ščukin                                     | 6 0      | 6 2  |   |  |
| 3 | Serbia e Montenegro (bandiera) · Russia (bandiera)   | Ana Ivanović / Novak Đoković Svetlana Kuznecova / Jurij Ščukin | 6 2      | 7 65 |   |  |

### Svezia vs. Stati Uniti
| Svezia 2 | Burswood Entertainment Complex, Perth Cemento indoor | Burswood Entertainment Complex, Perth Cemento indoor          | Stati Uniti 1 |     |     |     |
| \| \| \| \| 1 \| 2 \| 3 \| \| \| - \| \| ------------------------------------------------------------- \| ---- \| --- \| --- \| --- \| \| 1 \| \| Sofia Arvidsson Lisa Raymond \| 2 6 \| 6 2 \| 6 4 \| \| \| 2 \| \| Thomas Johansson Taylor Dent \| 7 65 \| 2 6 \| 6 3 \| \| \| 3 \| \| Sofia Arvidsson / Thomas Johansson Lisa Raymond / Taylor Dent \| \| \| \| w/o \| |                                                      |                                                               |               |     |     |     |
| |                                                      |                                                               | 1             | 2   | 3   |     |
| 1 | Svezia (bandiera) · Stati Uniti (bandiera)           | Sofia Arvidsson Lisa Raymond                                  | 2 6           | 6 2 | 6 4 |     |
| 2 | Svezia (bandiera) · Stati Uniti (bandiera)           | Thomas Johansson Taylor Dent                                  | 7 65          | 2 6 | 6 3 |     |
| 3 | Svezia (bandiera) · Stati Uniti (bandiera)           | Sofia Arvidsson / Thomas Johansson Lisa Raymond / Taylor Dent |               |     |     | w/o |

## Gruppo B

### Classifica
| Posizione | Nazione     | V | S | Incontri | Set    |
| --------- | ----------- | - | - | -------- | ------ |
| 1.        | Paesi Bassi | 3 | 0 | 7 – 2    | 15 – 4 |
| 2.        | Australia   | 1 | 2 | 4 – 5    | 9 – 11 |
| 3.        | Argentina   | 1 | 2 | 4 – 5    | 9 – 11 |
| 4.        | Germania    | 1 | 2 | 3 – 6    | 6 – 13 |

### Germania vs. Australia
| Germania 2 | Burswood Entertainment Complex, Perth Cemento indoor | Burswood Entertainment Complex, Perth Cemento indoor                 | Australia 1 |     |      |  |
| \| \| \| \| 1 \| 2 \| 3 \| \| \| - \| \| -------------------------------------------------------------------- \| --- \| --- \| ---- \| \| \| 1 \| \| Anna-Lena Grönefeld Samantha Stosur \| 3 6 \| 5 7 \| \| \| \| 2 \| \| Nicolas Kiefer Wayne Arthurs \| 6 3 \| 6 4 \| \| \| \| 3 \| \| Anna-Lena Grönefeld / Nicolas Kiefer Samantha Stosur / Wayne Arthurs \| 4 6 \| 6 3 \| 7 69 \| \| |                                                      |                                                                      |             |     |      |  |
| |                                                      |                                                                      | 1           | 2   | 3    |  |
| 1 | Germania (bandiera) · Australia (bandiera)           | Anna-Lena Grönefeld Samantha Stosur                                  | 3 6         | 5 7 |      |  |
| 2 | Germania (bandiera) · Australia (bandiera)           | Nicolas Kiefer Wayne Arthurs                                         | 6 3         | 6 4 |      |  |
| 3 | Germania (bandiera) · Australia (bandiera)           | Anna-Lena Grönefeld / Nicolas Kiefer Samantha Stosur / Wayne Arthurs | 4 6         | 6 3 | 7 69 |  |

### Paesi Bassi vs. Argentina
| Paesi Bassi 2 | Burswood Entertainment Complex, Perth Cemento indoor | Burswood Entertainment Complex, Perth Cemento indoor            | Argentina 1 |      |      |  |
| \| \| \| \| 1 \| 2 \| 3 \| \| \| - \| \| --------------------------------------------------------------- \| --- \| ---- \| ---- \| \| \| 1 \| \| Michaëlla Krajicek Gisela Dulko \| 6 4 \| 6 2 \| \| \| \| 2 \| \| Peter Wessels Gastón Gaudio \| 6 2 \| 7 65 \| \| \| \| 3 \| \| Michaëlla Krajicek / Peter Wessels Gisela Dulko / Gastón Gaudio \| 6 4 \| 3 6 \| 65 7 \| \| |                                                      |                                                                 |             |      |      |  |
| |                                                      |                                                                 | 1           | 2    | 3    |  |
| 1 | Paesi Bassi (bandiera) · Argentina (bandiera)        | Michaëlla Krajicek Gisela Dulko                                 | 6 4         | 6 2  |      |  |
| 2 | Paesi Bassi (bandiera) · Argentina (bandiera)        | Peter Wessels Gastón Gaudio                                     | 6 2         | 7 65 |      |  |
| 3 | Paesi Bassi (bandiera) · Argentina (bandiera)        | Michaëlla Krajicek / Peter Wessels Gisela Dulko / Gastón Gaudio | 6 4         | 3 6  | 65 7 |  |

### Paesi Bassi vs. Australia
| Paesi Bassi 2 | Burswood Entertainment Complex, Perth Cemento indoor | Burswood Entertainment Complex, Perth Cemento indoor           | Australia 1 |     |   |  |
| \| \| \| \| 1 \| 2 \| 3 \| \| \| - \| \| -------------------------------------------------------------- \| ---- \| --- \| - \| \| \| 1 \| \| Michaëlla Krajicek Samantha Stosur \| 69 7 \| 4 6 \| \| \| \| 2 \| \| Peter Wessels Todd Reid \| 7 5 \| 6 4 \| \| \| \| 3 \| \| Michaëlla Krajicek / Peter Wessels Samantha Stosur / Todd Reid \| 6 4 \| 6 2 \| \| \| |                                                      |                                                                |             |     |   |  |
| |                                                      |                                                                | 1           | 2   | 3 |  |
| 1 | Paesi Bassi (bandiera) · Australia (bandiera)        | Michaëlla Krajicek Samantha Stosur                             | 69 7        | 4 6 |   |  |
| 2 | Paesi Bassi (bandiera) · Australia (bandiera)        | Peter Wessels Todd Reid                                        | 7 5         | 6 4 |   |  |
| 3 | Paesi Bassi (bandiera) · Australia (bandiera)        | Michaëlla Krajicek / Peter Wessels Samantha Stosur / Todd Reid | 6 4         | 6 2 |   |  |

### Argentina vs. Germania
| Argentina 2 | Burswood Entertainment Complex, Perth Cemento indoor | Burswood Entertainment Complex, Perth Cemento indoor              | Germania 1 |     |   |  |
| \| \| \| \| 1 \| 2 \| 3 \| \| \| - \| \| ----------------------------------------------------------------- \| --- \| --- \| - \| \| \| 1 \| \| Gisela Dulko Anna-Lena Grönefeld \| 6 1 \| 6 0 \| \| \| \| 2 \| \| Gastón Gaudio Nicolas Kiefer \| 3 6 \| 3 6 \| \| \| \| 3 \| \| Gisela Dulko / Gastón Gaudio Anna-Lena Grönefeld / Nicolas Kiefer \| 7 5 \| 6 0 \| \| \| |                                                      |                                                                   |            |     |   |  |
| |                                                      |                                                                   | 1          | 2   | 3 |  |
| 1 | Argentina (bandiera) · Germania (bandiera)           | Gisela Dulko Anna-Lena Grönefeld                                  | 6 1        | 6 0 |   |  |
| 2 | Argentina (bandiera) · Germania (bandiera)           | Gastón Gaudio Nicolas Kiefer                                      | 3 6        | 3 6 |   |  |
| 3 | Argentina (bandiera) · Germania (bandiera)           | Gisela Dulko / Gastón Gaudio Anna-Lena Grönefeld / Nicolas Kiefer | 7 5        | 6 0 |   |  |

### Australia vs. Argentina
| Australia 2 | Burswood Entertainment Complex, Perth Cemento indoor | Burswood Entertainment Complex, Perth Cemento indoor     | Argentina 1 |      |     |  |
| \| \| \| \| 1 \| 2 \| 3 \| \| \| - \| \| -------------------------------------------------------- \| --- \| ---- \| --- \| \| \| 1 \| \| Samantha Stosur Gisela Dulko \| 7 5 \| 64 7 \| 6 3 \| \| \| 2 \| \| Todd Reid Gastón Gaudio \| 0 6 \| 3 6 \| \| \| \| 3 \| \| Samantha Stosur / Todd Reid Gisela Dulko / Gastón Gaudio \| 7 5 \| 6 3 \| \| \| |                                                      |                                                          |             |      |     |  |
| |                                                      |                                                          | 1           | 2    | 3   |  |
| 1 | Australia (bandiera) · Argentina (bandiera)          | Samantha Stosur Gisela Dulko                             | 7 5         | 64 7 | 6 3 |  |
| 2 | Australia (bandiera) · Argentina (bandiera)          | Todd Reid Gastón Gaudio                                  | 0 6         | 3 6  |     |  |
| 3 | Australia (bandiera) · Argentina (bandiera)          | Samantha Stosur / Todd Reid Gisela Dulko / Gastón Gaudio | 7 5         | 6 3  |     |  |

### Paesi Bassi vs. Germania
| Paesi Bassi 3 | Burswood Entertainment Complex, Perth Cemento indoor | Burswood Entertainment Complex, Perth Cemento indoor                    | Germania 0 |      |   |     |
| \| \| \| \| 1 \| 2 \| 3 \| \| \| - \| \| ----------------------------------------------------------------------- \| --- \| ---- \| - \| --- \| \| 1 \| \| Michaëlla Krajicek Anna-Lena Grönefeld \| 6 4 \| 7 65 \| \| \| \| 2 \| \| Peter Wessels Nicolas Kiefer \| \| \| \| w/o \| \| 3 \| \| Michaëlla Krajicek / Peter Wessels Anna-Lena Grönefeld / Nicolas Kiefer \| \| \| \| w/o \| |                                                      |                                                                         |            |      |   |     |
| |                                                      |                                                                         | 1          | 2    | 3 |     |
| 1 | Paesi Bassi (bandiera) · Germania (bandiera)         | Michaëlla Krajicek Anna-Lena Grönefeld                                  | 6 4        | 7 65 |   |     |
| 2 | Paesi Bassi (bandiera) · Germania (bandiera)         | Peter Wessels Nicolas Kiefer                                            |            |      |   | w/o |
| 3 | Paesi Bassi (bandiera) · Germania (bandiera)         | Michaëlla Krajicek / Peter Wessels Anna-Lena Grönefeld / Nicolas Kiefer |            |      |   | w/o |

## Finale

### Stati Uniti vs. Paesi Bassi
| Stati Uniti 2 | Burswood Entertainment Complex, Perth 6 gennaio 2006 Cemento indoor | Burswood Entertainment Complex, Perth 6 gennaio 2006 Cemento indoor | Paesi Bassi 1 |      |      |  |
| \| \| \| \| 1 \| 2 \| 3 \| \| \| - \| \| ------------------------------------------------------------- \| --- \| ---- \| ---- \| \| \| 1 \| \| Lisa Raymond Michaëlla Krajicek \| 4 6 \| 65 7 \| \| \| \| 2 \| \| Taylor Dent Peter Wessels \| 6 1 \| 6 4 \| \| \| \| 3 \| \| Lisa Raymond / Taylor Dent Michaëlla Krajicek / Peter Wessels \| 4 6 \| 6 2 \| 7 68 \| \| |                                                                     |                                                                     |               |      |      |  |
| |                                                                     |                                                                     | 1             | 2    | 3    |  |
| 1 | Stati Uniti (bandiera) · Paesi Bassi (bandiera)                     | Lisa Raymond Michaëlla Krajicek                                     | 4 6           | 65 7 |      |  |
| 2 | Stati Uniti (bandiera) · Paesi Bassi (bandiera)                     | Taylor Dent Peter Wessels                                           | 6 1           | 6 4  |      |  |
| 3 | Stati Uniti (bandiera) · Paesi Bassi (bandiera)                     | Lisa Raymond / Taylor Dent Michaëlla Krajicek / Peter Wessels       | 4 6           | 6 2  | 7 68 |  |

## Campioni
| Vincitori della Hopman Cup 2006 |
| ------------------------------- |
| Stati Uniti (4º titolo)         |